# Nikołaj Kabak
Nikołaj Pantielejewicz Kabak (ros. Николай Пантелеевич Кабак, ur. 20 kwietnia?/3 maja 1904 we wsi Nowopołtawka obecnie w rejonie jermakowskim w Kraju Krasnojarskim, zm. 12 czerwca 1979 w Kyzyle) – radziecki wojskowy, sierżant, Bohater Związku Radzieckiego (1943).

## Życiorys
Urodził się w rodzinie chłopskiej. Skończył 4 klasy szkoły wiejskiej, później pracował jako drwal i szef działu w fabryce szkła w Krasnojarsku oraz zaopatrzeniowiec w rejonowej spółdzielni spożywców. W październiku 1941 został powołany do Armii Czerwonej i skierowany na front, w 1943 został członkiem WKP(b). Jako dowódca oddziału 104 gwardyjskiego samodzielnego batalionu saperów 89 Gwardyjskiej Dywizji Piechoty 37 Armii Frontu Stepowego w stopniu sierżanta na początku października 1943 brał udział w bitwie o Dniepr. W rejonie chutoru Konoplanka w rejonie krzemieńczuckim w obwodzie połtawskim pod bezustannym ostrzałem wroga przeprawił przez Dniepr 5 dział, 20 moździerzy, 9 stacjonarnych karabinów maszynowych i wielu żołnierzy. 3 października 1943 przeprawił łodzią 23 ciężko rannych żołnierzy i oficerów wraz z bronią na lewy brzeg Dniepru. W 1945 został zdemobilizowany, później pracował jako przewodniczący rady wiejskiej w rejonie jermakowskim, a od 1955 pracownik cegielni w Kyzyle.

## Odznaczenia
- Złota Gwiazda Bohatera Związku Radzieckiego (20 grudnia 1943)
- Order Lenina (20 grudnia 1943)
- Order Czerwonego Sztandaru

I medale.